# La Grande Peur de l'an 2117
La Grande Peur de l'an 2117 est le quinzième roman de la série Les Conquérants de l'impossible écrite par Philippe Ébly. Ce roman est paru pour la première fois en 1983 chez Hachette dans la collection Bibliothèque verte.

## Résumé
Le professeur Auvernaux s'aperçoit lors d'une expérience que le mois d'octobre 2117 n'existera pas ! Devant cette incongruité temporelle, il décide d'envoyer Serge, Thibaut et Xolotl en mission quelques semaines avant pour découvrir ce qu'il en est.
Nos amis arriveront dans un futur où les eaux ont monté de façon considérable et où la civilisation a régressé pour revenir à un stade très primitif.
Seulement, ils ne trouvent aucun indice sur la catastrophe à venir...

## Les différentes éditions
- 1983 : Hachette, coll. : Bibliothèque verte, cartonné (série au dos hachuré), texte original. Illustrations d'Angel Arias-Crespo. 185 p.  (ISBN 2-01-008991-X)
- 1988 : Hachette, Bibliothèque verte, no 101, poche souple, texte original. Illustrations d'Angel Arias-Crespo, 155 p.